# 南州 (621年)
南州，中国唐朝时设置的州。
唐高祖武德元年（618年）萧铣设置南州，治南昌县（今广西玉林市沙田镇）。下辖南昌县、定川县（今广西玉林市西南）、北流县（今广西北流市）、博白县（今广西博白县博白镇）。武德四年（621年）南州归唐，南昌县、定川县改属南宕州，北流县改属铜州，南州治博白县，下辖博白县、龙豪县（今广西陆川县大桥镇古城垌）、周罗县（今广西博白县宁潭镇）、建宁县（今广西博白县顿谷镇旧门村）、郎平县（今广西博白县浪平乡）、淳良县（今广西博白县沙河镇）。武德六年（623年）南州改名白州。
白州刺史
- 庞孝恭（623年）